# Akira Higashi
Akira Higashi (東 輝; Niki, 7 gennaio 1972) è un ex saltatore con gli sci giapponese.

## Biografia
In Coppa del Mondo esordì il 17 dicembre 1988 a Sapporo (14°) e ottenne la prima vittoria, nonché primo podio, il 20 dicembre 1992 nella medesima località.
In carriera prese parte a tre edizioni dei Campionati mondiali, vincendo una medaglia, e a tre dei Mondiali di volo (5° nella gara a squadre a Planica 2004 il miglior risultato.

## Palmarès

### Mondiali
- 1 medaglia:
  - 1 argento (gara a squadre a Val di Fiemme 2003)

### Coppa del Mondo
- Miglior piazzamento in classifica generale: 20º nel 1993
- 5 podi (3 individuali, 2 a squadre):
  - 2 vittorie (individuali)
  - 3 terzi posti (1 individuale, 2 a squadre)

#### Coppa del Mondo - vittorie
| Data             | Località | Nazione  | Trampolino     |
| ---------------- | -------- | -------- | -------------- |
| 20 dicembre 1992 | Sapporo  | Giappone | Ōkurayama K115 |
| 23 marzo 1997    | Planica  | Slovenia | Letalnica K185 |